# Taixing
Taixing, tidigare känd som Taihing, är en stad på häradsnivå som lyder under Taizhous stad på prefekturnivå i Jiangsu-provinsen i östra Kina.
1. ↑  http://www.geohive.com/cntry/cn-32.aspx